# Richard zu Sayn-Wittgenstein-Berleburg (der Ältere)

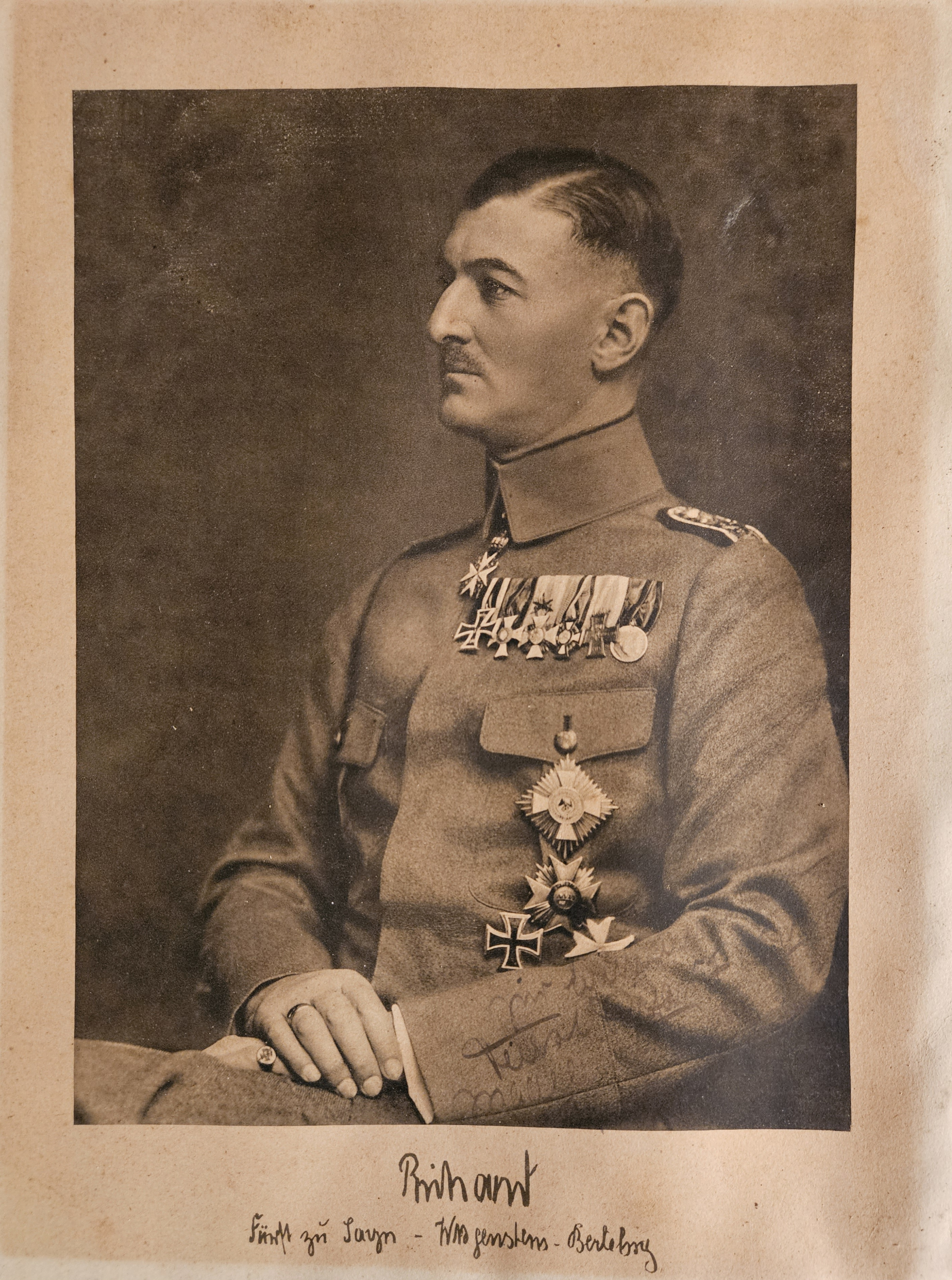
Fürst Richard zu Sayn-Wittgenstein-Berleburg als Württembergischer Rittmeister, ca. 1918.

Richard Hermann Gustav zu Sayn-Wittgenstein-Berleburg (* 27. Mai 1882 auf Schloss Berleburg; † 25. April 1925 in Hanau) war ein deutscher Fürst und Chef des Hauses Sayn-Wittgenstein-Berleburg.

## Leben und Wirken
Richard Hermann Gustav war der älteste Sohn von Prinz Gustav zu Sayn-Wittgenstein-Berleburg (1837–1889) und seiner Frau Marie Franziska, Freiin von Gemmingen-Hornberg (1855–1946).
Er war sechs Jahre alt, als sein Vater starb. Seine Mutter zog mit den drei Kindern nach Stuttgart, wo Richard ein Gymnasium besuchte. Weitere schulische Stationen waren die Königlich-Preußische Kadettenanstalt in Karlsruhe sowie das Internat Fridericianum in Davos. Seine Reifeprüfung legte er als Externer in Wertheim ab. Nach dem Abitur trat er in Ludwigsburg ins königl. Württembergische Ulanenregiment ein, wo er bis zum Leutnant aufstieg. Seine militärische Laufbahn musste er zunächst beenden, als er zum Nachfolger seines Onkels bestimmt wurde. Am Ersten Weltkrieg nahm er später vom Tag der Mobilmachung bis Kriegsende teil und schied als Königlich Württembergischer Rittmeister à la suite, Angehöriger des Ulanen-Regiments König Wilhelm I. (2. Württ.) Nr. 20, dem er insgesamt fünf Jahre als aktiver Offizier angehörte, aus.
Der damals noch ledige Prinz Richard wurde im November 1904 mit 22 Jahren Erbe seines kinderlos gebliebenen Onkels, Fürst Albrecht II. zu Sayn-Wittgenstein-Berleburg (1834–1904), und als 4. Fürst Sayn-Wittgenstein-Berleburg Chef des gleichnamigen Hauses. Ein Jahr später heiratete er auf dem Familiensitz seiner Braut in der Nähe von Heidelberg und kehrte am 3. Dezember 1905 unter großer Anteilnahme der Bevölkerung nach Berleburg zurück.
Er veranlasste umfangreiche Sanierungen und Umbauten am Schloss Berleburg. Kurze Zeit nach dem Antritt des Erbes wurde die alte Münze, ein Wohnhaus der Familie hinter dem Schloss, wieder hergerichtet. Ab 1912 erfolgten Umbauten innerhalb und außerhalb des Schlosses, unter anderem die Errichtung der beiden Flankentürme des Mitteltrakts, die dem Anwesen sein heutiges Aussehen gaben.
Richard zu Sayn-Wittgenstein-Berleburg starb im Alter von 42 Jahren am Samstag, 25. April 1925 bei einem Autounfall in der Nähe von Hanau. Er war mit seiner Frau, seinem jüngsten Sohn Ludwig Ferdinand und dem Chauffeur Karl Kölschbach auf dem Rückweg von der Beerdigung seines Schwiegervaters, als das Auto auf der Hanauer Landstraße in der Höhe von Bruchköbel aus ungeklärten Gründen von der Straße abkam. Das offenbar von Kölschbach gesteuerte Auto prallte nach Überquerung eines Grabens gegen einen gespannten Draht, der einen Obstbaum stabilisieren sollte. Der Fahrer starb an der Unfallstelle; Richard und seine schwerverletzte Ehefrau wurden ins St.-Vinzenz-Krankenhaus Hanau eingeliefert, wo Richard verstarb. Der Sohn Ludwig Ferdinand erlitt nur leichte Verletzungen. Die Beerdigung Richards am 3. Mai 1925 spiegelte seine große Beliebtheit in der Wittgensteiner Bevölkerung wider. Tausende nahmen am Trauerzug vom Berleburger Schlosshof zum Friedhof am Sengelsberg teil oder säumten den Weg. Die Särge des ehemaligen Fürsten und seines Fahrers waren zuvor tagelang im Sommersaal des Schlosses aufgestellt, damit die Bevölkerung Abschied nehmen konnte.
Die Trauerrede zu ihrer Beerdigung in Berleburg hielten der Erste Pfarrer von Berleburg und Superintendent Johann Georg Hinsberg sowie Pfarrer Koch.

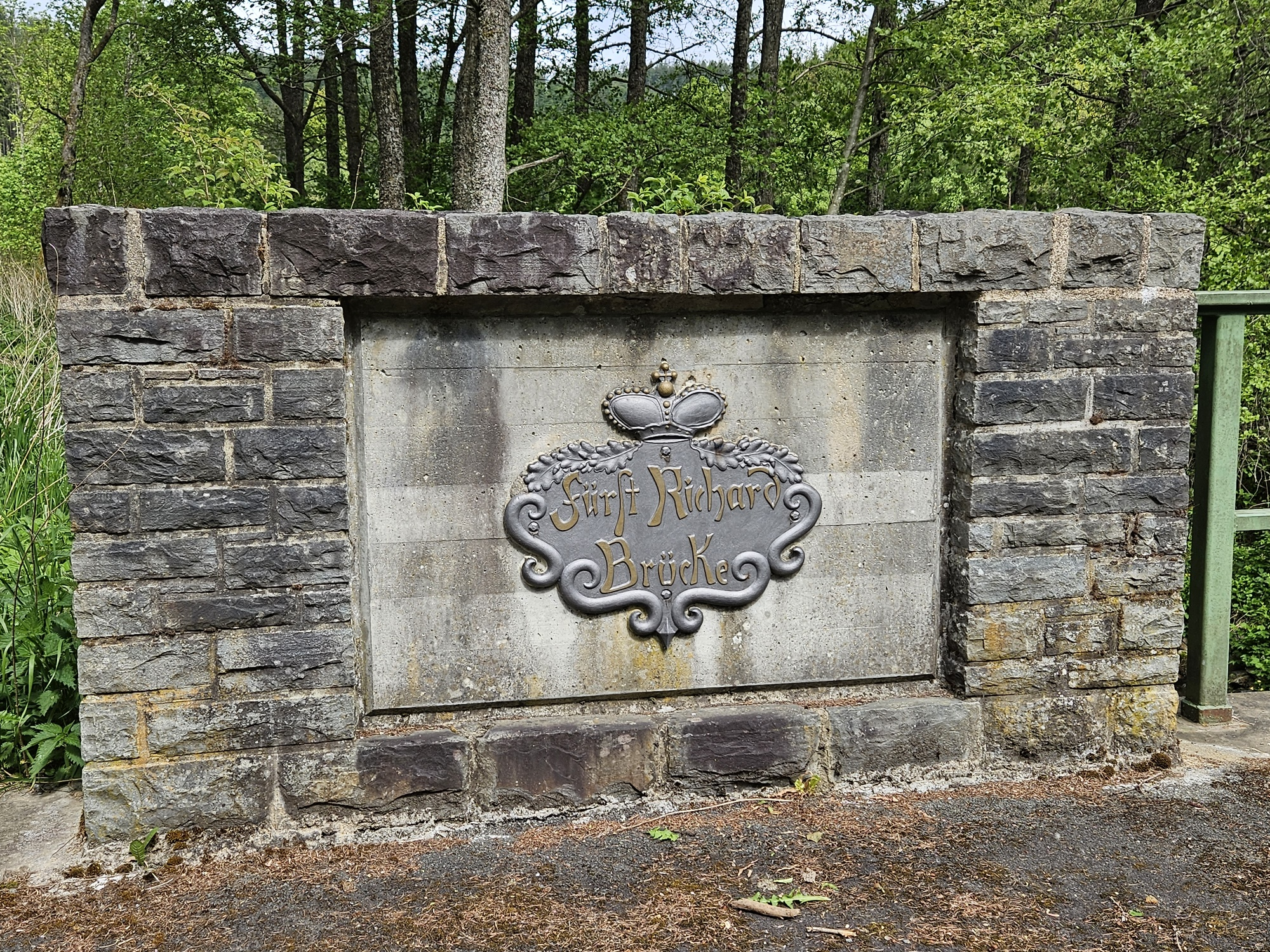
Fürst-Richard-Brücke an der K 39.

Nachfolger als Chef des Hauses Sayn-Wittgenstein-Berleburg wurde der älteste Sohn, Gustav Albrecht zu Sayn-Wittgenstein-Berleburg.
Die Stadt Berleburg benannte bereits im Januar 1926 zu Ehren des verstorbenen Adligen die Burgfeldstraße in „Fürst-Richard-Straße“ um. Anlässlich der Erneuerung einer Brücke nördlich des Stadtzentrums an der Kreisstraße 39 erhielt der Neubau den Namen „Fürst-Richard-Brücke“.

## Ehe und Nachkommen
Fürst Richard heiratete am 21. November 1905 auf Schloss Langenzell Madeleine Wilhelmine Felice Ludovika Prinzessin zu Löwenstein-Wertheim-Freudenberg (* 8. März 1885 in Wiesenbach, Baden; † 30. Juni 1976 in Garmisch-Partenkirchen), Tochter von Alfred Prinz zu Löwenstein-Wertheim-Freudenberg (1855–1925) und Pauline geb. Gräfin von Reichenbach-Lessonitz (1858–1927).
Aus der Ehe gingen drei Söhne hervor:
- Gustav Albrecht (* 28. Februar 1907), der 1944 als Soldat in russische Gefangenschaft geriet und 1969 für tot erklärt wurde.[11]
- Christian Heinrich (* 20. September 1908; † 17. August 1983), der 1927 von August zu Sayn-Wittgenstein-Hohenstein adoptiert wurde, um ein Erlöschen der Linie Sayn-Wittgenstein-Hohenstein zu verhindern.[12]
- Ludwig Ferdinand (* 4. April 1910; † 22. November 1943), der im Zweiten Weltkrieg bei Schytomyr fiel.